# Palette (Malkunst)

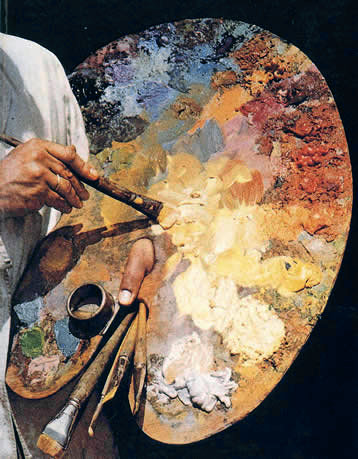
Mischen der Ölfarben auf einer Palette

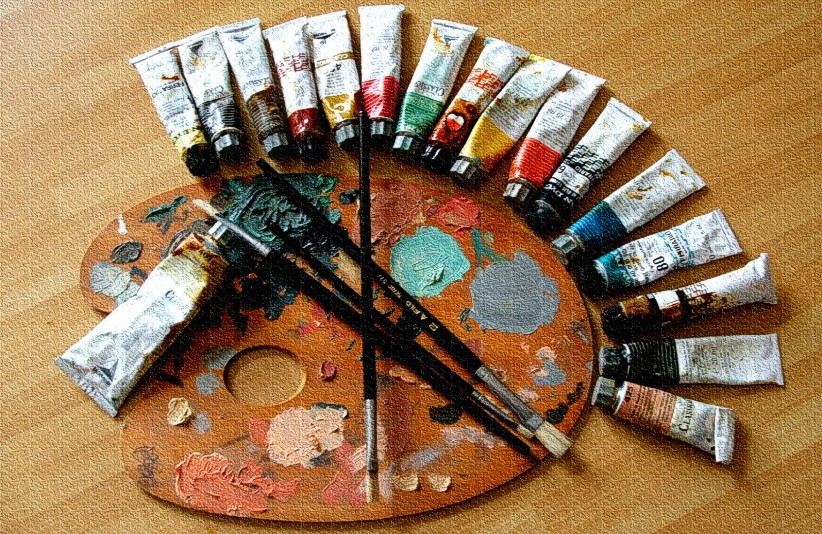
Palette mit Ölfarben

Als Palette bezeichnet man in der Malerei eine mit einem Daumenloch versehene Tafel aus heute meist poliertem Holz, seltener aus Porzellan oder Metall, zum Mischen der Farben beim Malen. Maler verwenden Paletten hauptsächlich bei der Malerei mit Ölfarben.
Die Palette wird gelegentlich genauer als Malerpalette, Farbenpalette, Farbpalette oder Mischpalette bezeichnet. Der Ausdruck Palette stammt über französisch palette „kleines rundes Brett“ von lateinisch pala ab, was so viel wie „Spaten“ oder „Schaufel“ bedeutet.
Als ältester Nachweis der Palette gelten die Wiedergaben des noch handspiegelförmigen Gerätes in den Miniaturen einer Bilderhandschrift der Biographiensammlung De mulieribus claris von Giovanni Boccaccio aus dem Jahr 1374. Ein Handbuch von 1795 beschreibt die Handhabung der Palette so: Der Maler führet also auf diesem Brette die Farben, die er gebraucht, bey sich. Oben stehen die einfachen, unten die gemischten Farben". Paletten einiger berühmter Maler werden in Museen aufbewahrt.
Die Palette in ihrer charakteristisch asymmetrischen Form wird oft als Symbol oder Attribut verwendet, sie steht dann als Sinnbild der Malerei oder als Kennzeichnung der "pictura", der Personifikation der Malerei.

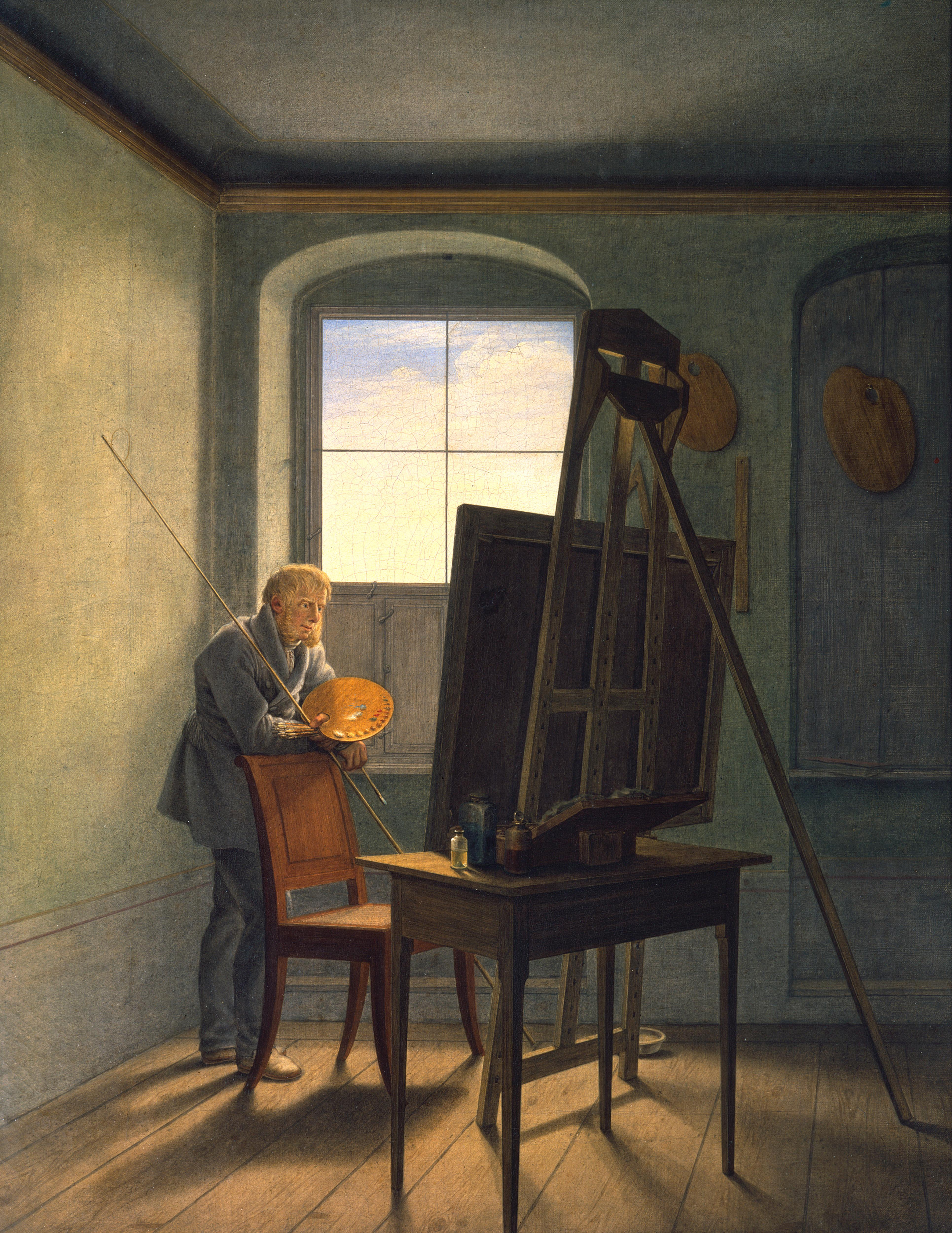
Georg Friedrich Kersting: Caspar David Friedrich in seinem Atelier mit Palette
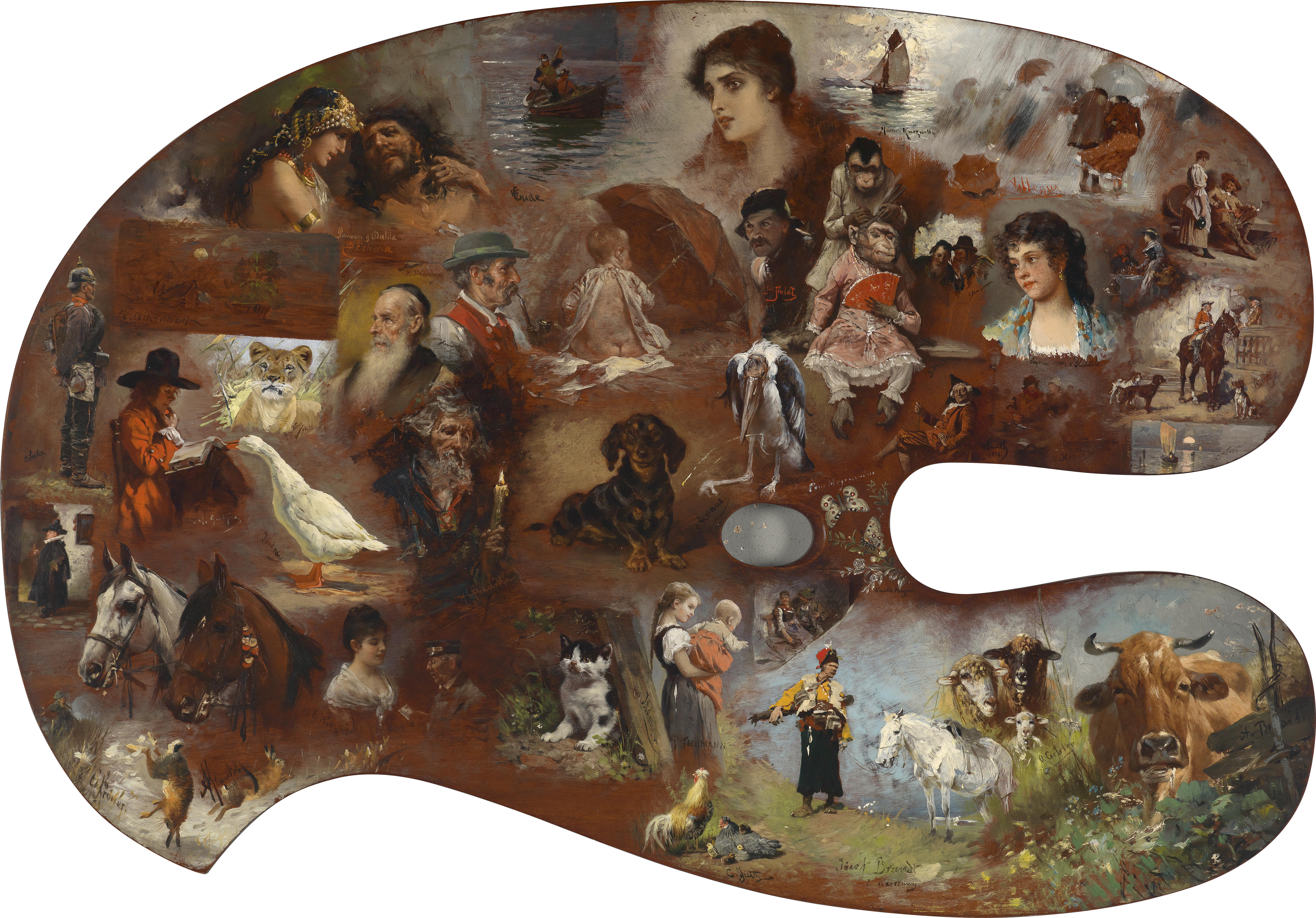
Von verschiedenen Malern des 19. Jahrhunderts mit Miniaturen bemalte Palette
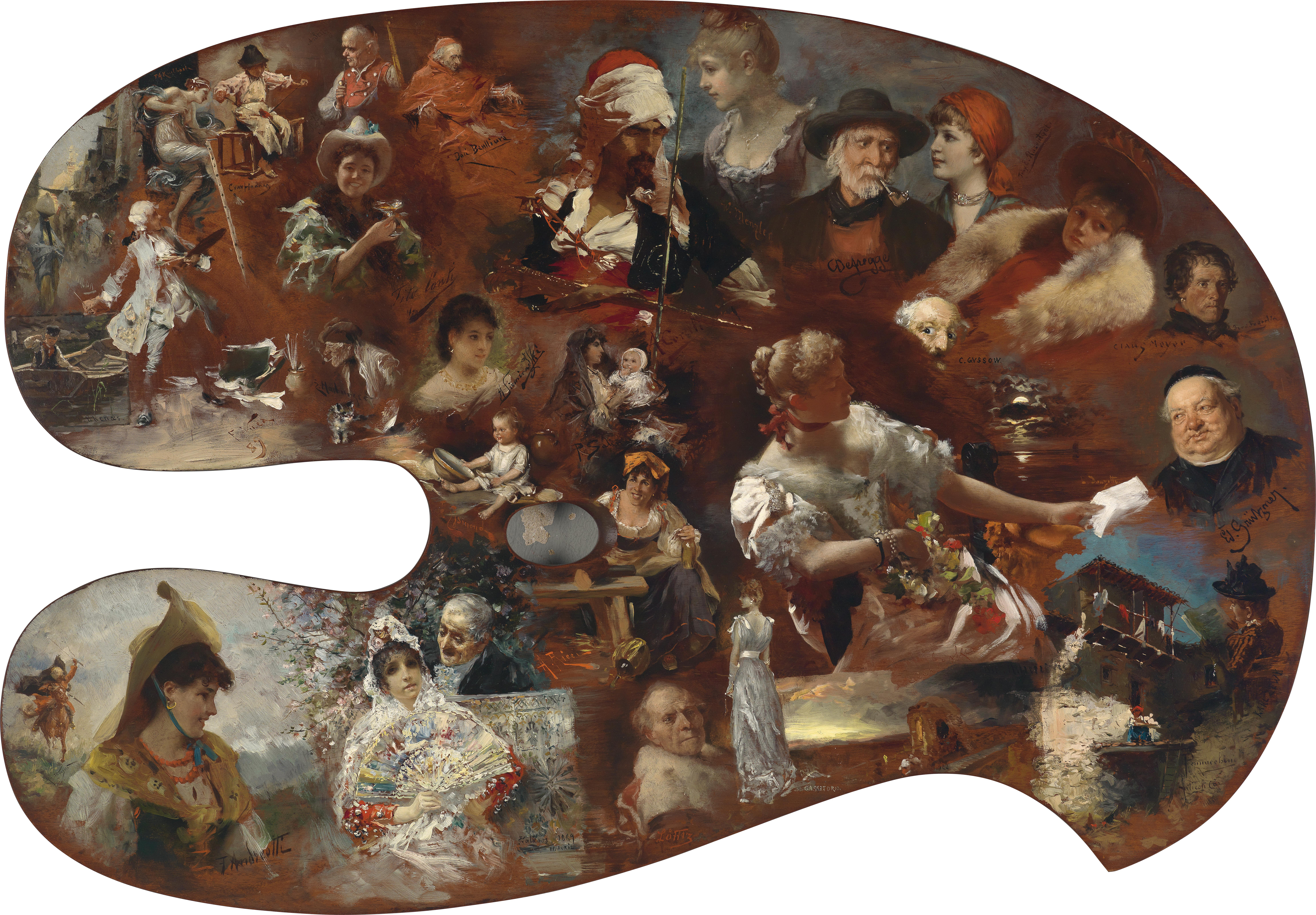
Rückseite